# Municipio de Huazalingo
El municipio de Huazalingo es uno de los ochenta y cuatro municipios que conforman el estado de Hidalgo, México. La cabecera municipal es la localidad de Huazalingo y la localidad más poblada es San Francisco.
El municipio se localiza al norte del territorio hidalguense entre los paralelos 20° 55’ y 21° 04’ de latitud norte; los meridianos 98° 25’ y 98° 33 de longitud oeste; con una altitud entre 200 y 1400 m s. n. m. Este municipio cuenta con una superficie de 107.50 km², y representa el 0.52 % de la superficie del estado; dentro de la región geográfica denominada como la Huasteca hidalguense.
Colinda al norte con los municipios de Tlanchinol y Huejutla de Reyes; al este con los municipios de Huejutla de Reyes, Atlapexco, Yahualica y Calnali; al sur con el municipio de Calnali; al oeste con los municipios Calnali, Tlanchinol y Huejutla de Reyes.

## Toponimia
Del náhuatl Cuezalingo por lo que su significado sería: ‘En las llamas’.

## Geografía

### Relieve e hidrográfica
En cuanto a fisiografía se encuentra dentro de las provincias de Sierra Madre Oriental; dentro de la subprovincias de Carso Huasteco. Su territorio es completamente sierra. Sus principales elevaciones son los cerros de Huazalingo, San Juan y San Francisco el más conocido como el cerro de la paloma o Huilotepetl; el 90% de su superficie está constituida por pendientes mayores a 15°, por lo que presenta un terreno muy accidentado.
En cuanto a su geología corresponde al periodo paleógeno (86.0%), neógeno (6.85%), cretácico (4.0%) y cuaternario (3.0%). Con rocas tipo ígnea extrusiva: basalto (6.85%); sedimentaria: lutita–arenisca (86.0%) y caliza–lutita (4.0%); suelo: aluvial (3.0%). En cuanto a edafología el suelo dominante es phaeozem (48.0%), leptosol (29.85%) y regosol (22.0%).
En lo que respecta a la hidrología se encuentra posicionado en la región hidrológica del Pánuco; en la cuenca del río Moctezuma; dentro de la subcuenca del río los Hules. En total en el municipio se encuentran 172 cuerpos de agua.

### Clima
El territorio municipal se encuentran los siguientes climas con su respectivo porcentaje: Semicálido húmedo con lluvias todo el año (100.0%). Registra una temperatura media anual de 21 °C y una precipitación pluvial de 2350 milímetros cúbicos promedio por año.

### Ecología
En cuanto a flora tiene entre otras especies: nopal, pino, encino, fresno, nogal, huizache, cedro blanco, cedro rojo, xuchiate, cuatlapal, oyamel, escrito, mora, álamo, mezquite, eucalipto, aguacate, frijolillo, jitomate, trueno, bálsamo, tlacuilo. En cuanto a fauna las especies mamíferos son: coyote, tigrillo, tlacuache, conejo, gato montés, zorro, zorrillo, ardilla tepeachichi, venado, mapache, jabalí, armadillo, panteras,liebre y roedores como el ratón de campo. También existen algunas aves como onza real, jilguero, cuervo, garza, paloma, águila y gaviota.

## Demografía

### Población
De acuerdo a los resultados que presentó el Censo Población y Vivienda 2020 del INEGI, el municipio cuenta con un total de 12 766 habitantes, siendo 6195 hombres y 6571 mujeres. Tiene una densidad de 118.8 hab/km², la mitad de la población tiene 27 años o menos, existen 94 hombres por cada 100 mujeres.
El porcentaje de población que habla lengua indígena es de 77.9 %, y el porcentaje de población que se considera afromexicana o afrodescendiente es de 9.10 %. En el municipio se hablan principalmente Náhuatl de la Huasteca hidalguense.
Tiene una Tasa de alfabetización de 98.9 % en la población de 15 a 24 años, de 76.4 % en la población de 25 años y más. El porcentaje de población según nivel de escolaridad, es de 15.1 % sin escolaridad, el 61.6 % con educación básica, el 17.1 % con educación media superior, el 6.2 % con educación superior, y 0.1 % no especificado.
El porcentaje de población afiliada a servicios de salud es de 90.1 %. El 4.6 % se encuentra afiliada al IMSS, el 90.2 % al INSABI, el 3.8 % al ISSSTE, 0.8 % IMSS Bienestar, 0.7 % a las dependencias de salud de PEMEX, Defensa o Marina, 0.6 % a una institución privada, y el 0.1 % a otra institución. El porcentaje de población con alguna discapacidad es de 7.2 %. El porcentaje de población según situación conyugal, el 37.2 % se encuentra casada, el 32.8 % soltera, el 21.4 % en unión libre, el 2.4 % separada, el 0.1 % divorciada, el 6.1 % viuda.
Para 2020, el total de viviendas particulares habitadas es de 3035 viviendas, representa el 0.4 % del total estatal. Con un promedio de ocupantes por vivienda 4.2 personas. Predominan las viviendas con tabique y block. En el municipio para el año 2020, el servicio de energía eléctrica abarca una cobertura del 98.5 %; el servicio de agua entubada un 33.7 %; el servicio de drenaje cubre un 89.1 %; y el servicio sanitario un 97.9 %.

### Localidades
Para el año 2020, de acuerdo al Catálogo de Localidades, el municipio cuenta con 32 localidades.
| Código INEGI | Localidad         | Población (2020) | Porcentaje (%) | Ámbito Población | Categoría Población |
| ------------ | ----------------- | ---------------- | -------------- | ---------------- | ------------------- |
| 130260023    | San Francisco     | 1940             | 15.20          | Rural            | Comunidad           |
| 130260013    | Chiatipán         | 1766             | 13.83          | Rural            | Comunidad           |
| 130260027    | Santo Tomás       | 942              | 7.38           | Rural            | Comunidad           |
| 130260025    | San Pedro         | 803              | 6.29           | Rural            | Comunidad           |
| 130260001    | Huazalingo        | 770              | 6.03           | Urbano           | Cabecera municipal  |
| 130260021    | Pilchiatipa       | 751              | 5.88           | Rural            | Comunidad           |
| 130260039    | Tlamamala         | 722              | 5.66           | Rural            | Comunidad           |
| 130260007    | Cuamontax         | 609              | 4.77           | Rural            | Comunidad           |
| 130260024    | San Juan          | 468              | 3.67           | Rural            | Ranchería           |
| 130260010    | Copaltitla        | 404              | 3.16           | Rural            | Ranchería           |
| 130260026    | Santa María       | 354              | 2.77           | Rural            | Ranchería           |
| 130260016    | Ixtlahuac         | 349              | 2.73           | Rural            | Ranchería           |
| 130260040    | Tlatzonco         | 329              | 2.58           | Rural            | Ranchería           |
| 130260049    | Ahuatitla         | 266              | 2.08           | Rural            | Ranchería           |
| 130260043    | Tzapotitla        | 245              | 1.92           | Rural            | Ranchería           |
| 130260050    | Congreso          | 240              | 1.88           | Rural            | Ranchería           |
| 130260041    | La Ceiba          | 224              | 1.75           | Rural            | Ranchería           |
| 130260033    | Tepemaxac         | 218              | 1.71           | Rural            | Ranchería           |
| 130260017    | Mazahapa          | 197              | 1.54           | Rural            | Ranchería           |
| 130260003    | Ámaxac            | 174              | 1.36           | Rural            | Ranchería           |
| 130260018    | Otecoch           | 170              | 1.33           | Rural            | Ranchería           |
| 130260056    | Huilotitla II     | 152              | 1.19           | Rural            | Ranchería           |
| 130260009    | Comala            | 134              | 1.05           | Rural            | Ranchería           |
| 130260036    | Tetlicuil         | 124              | 0.97           | Rural            | Ranchería           |
| 130260046    | Zoquicualoya      | 120              | 0.94           | Rural            | Ranchería           |
| 130260014    | Huilotitla I      | 115              | 0.90           | Rural            | Ranchería           |
| 130260052    | Nuevo Hidalgo     | 91               | 0.71           | Rural            | Ranchería           |
| 130260060    | Barrio las Flores | 42               | 0.33           | Rural            | Ranchería           |
| 130260057    | Chichilzoquitl    | 20               | 0.16           | Rural            | Ranchería           |
| 130260011    | Coaxocotitla      | 18               | 0.14           | Rural            | Ranchería           |
| 130260051    | Copalapa          | 6                | 0.05           | Rural            | Ranchería           |
| 130260032    | Tepancahuatl      | 3                | 0.02           | Rural            | Ranchería           |

## Política
Se erigió como municipio el 15 de febrero de 1826. El Honorable Ayuntamiento está compuesto por: un Presidente Municipal, un Síndico, ocho Regidores y veintinueve Delegados Municipales. De acuerdo al Instituto Nacional electoral (INE) el municipio está integrado por diez secciones electorales, de la 0431 a la 0440. Para la elección de diputados federales a la Cámara de Diputados de México y diputados locales al Congreso de Hidalgo, se encuentra integrado al I Distrito Electoral Federal de Hidalgo y al III Distrito Electoral Local de Hidalgo. A nivel estatal administrativo pertenece a la Macrorregión IV y a la Microrregión X, además de a la Región Operativa VIII Tlanchinol.

### Cronología de presidentes municipales
| Periodo                  | Nombre                        | Afiliación política        |
| ------------------------ | ----------------------------- | -------------------------- |
| 1967-1970                | José Iraís González G.        | -                          |
| 1970-1973                | Timoteo Vargas Mendoza        | -                          |
| 1973-1976                | Andrés Vargas Mendoza         | -                          |
| 1976-1979                | Vérulo González García        | -                          |
| 1979-1982                | J. Isabel Flores Vargas       | -                          |
| 1982 1985                | Alfredo Fayad Orozco          | -                          |
| 1985-1988                | Ángel Vargas Mendoza          | -                          |
| 1988-1991                | Rafael González Pérez         | -                          |
| 1991-1994                | Jorge Gutiérrez Reyes         | -                          |
| 16/01/1994 al 15/01/1997 | Abelín Mendoza Mendoza        | PRI                        |
| 16/01/1997 al 06/07/1997 | José Eugenio Segura Marroquín | Concejo Municipal Interino |
| 07/07/1997 al 15/01/2000 | Juan Bustamante Cruz          | PRD                        |
| 16/01/2000 al 15/01/2003 | Juan Martínez Dolores         | PRD                        |
| 16/01/2003 al 15/01/2006 | Alfredo Fayad Orozco          | PRI                        |
| 16/01/2006 al 15/01/2009 | Imelde Escudero Pérez         | PRI                        |
| 16/01/2009 al 24/09/2009 | Francisco Vite Vargas         | Concejo Municipal Interino |
| 25/09/2009 al 15/01/2012 | Fermín Gabino Brandy          | PRD                        |
| 16/01/2012 al 04/09/2016 | Héctor Martínez Galindo       | PRD                        |
| 05/09/2016 al 04/09/2020 | Mily Martínez Galindo         | PRD                        |
| 05/09/2020 al 14/12/2020 | Héctor Hilario Manuel         | Concejo Municipal Interino |
| 15/12/2020 al 04/09/2024 | Julio César González García   | PRI                        |
| 05/09/2024 al 04/09/2027 | Vanessa Mejía Hernández       | PT                         |

## Economía
En 2015 el municipio presenta un IDH de 0.645 Medio, por lo que ocupa el lugar 69.° a nivel estatal; y en 2005 presentó un PIB de p;796 957 pesos mexicanos, y un PIB per cápita d0precios corrientes de 2005).
De acuerdo con el Consejo Nacional de Evaluación de la Política de Desarrollo Social (Coneval), el municipio registra un Índice de Marginación Alto. El 52.1% de la población se encuentra en pobreza moderada y 32.3% se encuentra en pobreza extrema. En 2015, el municipio ocupó el lugar 76 de 84 municipios en la escala estatal de rezago social.
A datos de 2015, en materia de agricultura, en este municipio de maíz se cultivan 2352 hectáreas; de fríjol 599 hectáreas; de café cereza 694 hectáreas. En ganadería se cuenta con 400 toneladas de ganado bovino, de ganado porcino 93 toneladas, de ganado ovino 1 tonelada, así como 10 toneladas de guajolotes y 13.9 toneladas de miel. En silvicultura es explotada la madera de manera clandestina no controlada.
Para 2015 existen 57 unidades económicas, que generaban empleos para 88 personas. En lo que respecta al comercio, se cuenta con una tienda Liconsa y seis tianguis. Diconsa reporta 16 tiendas de abasto en comunidades como: Cuamontax, San Francisco, San Juan, Chiatipan, Tlamamala, Ixtlahuac, Huazalingo, Tlaltzonco, Santo Tomás, Pilchiatipa, Zocuicualoya, San Pedro, Santa María y Ahuatitla.
De acuerdo con cifras al año 2015 presentadas en los censos económicos del INEGI, la Población Económicamente Activa (PEA) de 12 años y más del municipio asciende a 3096 de las cuales 2853 se encuentran ocupadas y 243 se encuentran desocupadas. El 58.04% pertenece al sector primario, el 18.40% pertenece al sector secundario, el 22.36% pertenece al sector terciario.